# LPI 시스템
LPI 시스템(Liquid Propane Injection System)은 LPG 차량에 사용되는 엔진 시스템이다. 이것은 LPG 연료를 고압의 액상으로 유지하면서 엔진의 흡입구에 있는 인젝터를 이용하여 각 실린더로 분사해주는 장치이다. 이는 기존의 LPG 엔진에서 한단계 진화한 것이다.

## 기존 LPG 차량의 문제점
LPG 차량은 연비가 나쁘고 겨울에 시동이 잘 안걸리고 고장이 잦은 구조적 문제를 안고 있었다. 그 근본적 원인은 엔진이 기체 상태의 연료를 사용한다는 데 있었다. 기체 상태의 연료는 제어가 힘들기 때문이다.

## 기존 LPG 엔진과의 비교
기존의 LPG 엔진은 기체 및 액체상태의 연료가 베이퍼라이저라는 곳으로 이동하고, 그곳에서 LPG는 모두 기화되어 기체 상태가 된다. 이 기체 LPG는 스로틀바디에 위치한 믹서에서 공기와 혼합되고 이 혼합된 기체가 엔진의 각 연소실에 들어가 폭발하면서 엔진이 구동된다.
반면 LPI 엔진은 연료펌프에서 나온 액상의 LPG가 전자적인 신호에 따라 액체 상태로 분사되면서 연소가 일어난다. 또한 각 실린더 마다 위치한 흡기 매니폴드에 연료를 분사한다. 즉 기체 상태의 연료를 사용하는가 액체 상태의 연료를 사용하는가와, 연료와 공기를 혼합하는 위치의 차이인데, 기체 상태의 연료는 제어가 어려운 반면 액체 상태의 연료는 그 양을 쉽게 조절할 수 있고, 각 실린더 별 제어가 가능하기 때문에 엔진의 성능이 더욱 최적화된다. 이 차이로 인해 연비 성능이 획기적으로 개선되고, 겨울철에 시동이 잘 안걸리는 문제도 해결이 된다.

## 관련 기업
대한민국에서 LPI 시스템을 생산하는 기업으로는 모토닉이 있다. 이 회사는 현대차 및 기아차에 들어가는 LPI 시스템을 OEM으로 생산한다.

## 참고 문헌
- LPI 엔진과 LPG 엔진은 뭐가 다른 걸까? 현대 블루멤버스 자동차칼럼 2011.04.18